# Wustung (Weißenbrunn)
Wustung ist ein Gemeindeteil der Gemeinde Weißenbrunn im Landkreis Kronach (Oberfranken, Bayern).

## Geografie
Die Einöde liegt am Rande einer Anhöhe, das nördlich und südlich jeweils ins Tal von Quellbächen des Schlottermühlbachs abfällt. Eine Gemeindeverbindungsstraße führt nach Grün (0,4 km südöstlich) bzw. nach Wildenberg (0,9 km nordwestlich).

## Geschichte
Gegen Ende des 18. Jahrhunderts gehörte Wustung zur Realgemeinde Wildenberg. Das Hochgericht übte das bambergische Centamt Burgkunstadt-Marktgraitz aus, was auch vom bambergischen Centamt Kronach beansprucht wurde. Die Grundherrschaft über das Einödgehöft hatte die Verwaltung Wildenberg.
Mit dem Gemeindeedikt wurde Wustung dem 1808 gebildeten Steuerdistrikt Hain und der 1818 gebildeten Ruralgemeinde Wildenberg zugewiesen. Am 1. Januar 1978 wurde Wustung im Zuge der Gebietsreform in Bayern in Weißenbrunn eingegliedert.

### Einwohnerentwicklung
| Jahr      | 001818 | 001861 | 001871 | 001885 | 001900 | 001925 | 001950 | 001961 | 001970 | 001987 |
| Einwohner |        | *      | 6      | 6      | 5      | 6      | 5      | 6      | 5      | *      |
| Häuser    | 1      |        |        | 1      | 1      | 1      | 1      | 1      |        | *      |
| Quelle    | [ 4 ]  | [ 6 ]  | [ 7 ]  | [ 8 ]  | [ 9 ]  | [ 10 ] | [ 11 ] | [ 12 ] | [ 13 ] | [ 14 ] |

## Religion
Der Ort ist evangelisch-lutherisch geprägt und nach Weißenbrunn gepfarrt.